# Synagoga v Nymburce
Synagoga v Nymburce je bývalá židovská modlitebna ve středočeském městě Nymburk ve stejnojmenném okrese. Nachází se na parcele č. 153 v Eliščině ulici, v historickém centru města, a od svého vzniku roku 1892 sloužila jako hlavní ceremoniální centrum zdejší židovské komunity. Po událostech holokaustu a drastickém zmenšení zdejší židovské obce přestala být využívána a posléze se stala majetkem Polabského muzea.

## Historie
Synagoga byla pro zdejší židovskou obec, čítající několik set členů, postavena v letech 1891 až 1892 podle návrhu Antonína Červeného v novorománsko-maurském stylu.
Následkem tragických událostí druhé světové války a holokaustu pak došlo k razantnímu zmenšení zdejší židovské obce. Synagoga, ačkoliv přečkala německou okupaci a vyvraždění většiny členů nymburské židovské komunity v koncentračních táborech, po válce již nebyla obnovena. V poválečných letech byla v období komunistického režimu v Československu po jistou dobu opuštěná a chátrala. V letech 1959 až 1960 byla pak přestavěna na výstavní prostor tehdejšího Vlastivědného, později Polabského muzea. Při rekonstrukci byl modlitební sál přepažen nadzemním podlažím a fasáda byla zbavena řady dekorativních prvků, včetně štuk či okrasných věžiček.
Od roku 2000 je stavba v majetku Židovské obce v Praze, která ji muzeu pronajímá. Nachází se zde stálá expozice o historii města a železniční historii Nymburka.